# Ceratopsyche amblis
Ceratopsyche amblis är en nattsländeart som först beskrevs av Ross 1938.  Ceratopsyche amblis ingår i släktet Ceratopsyche och familjen ryssjenattsländor. Inga underarter finns listade i Catalogue of Life.